# Hafnir
Hafnir är en ort i republiken Island.   Den ligger i regionen Suðurnes, i den sydvästra delen av landet, 40 km sydväst om huvudstaden Reykjavik. Hafnir ligger 10 meter över havet och antalet invånare är 111.
Runt Hafnir är det ganska tätbefolkat, med 60 invånare per kvadratkilometer. Närmaste större samhälle är Keflavik, 9,9 km nordost om Hafnir. Trakten runt Hafnir är ofruktbar med lite eller ingen växtlighet.
Inlandsklimat råder i trakten. Årsmedeltemperaturen i trakten är 1 °C. Den varmaste månaden är juli, då medeltemperaturen är 12 °C, och den kallaste är december, med −6 °C.